# Covasna
Covasna (rum. wym. [koˈvasna]; węg. Kovászna, wym. [ˈkovaːsnɒ]ⓘ; niem. Kowasna) – miasto w środkowej Rumunii, w Karpatach Wschodnich (okręg Covasna).
Miasto jest uzdrowiskiem ze źródłami mineralnymi. W 2011 roku w mieście mieszkało 9648 osób. 
W mieście rozwinął się przemysł włókienniczy oraz drzewny.

## Miasta partnerskie
- Nagykanizsa